# Louisa Wall
Louisa Wall, née le 17 février 1972 à Taupo, est une femme politique néo-zélandaise, membre du Parti travailliste.

## Biographie
Wall est d'origine maorie (des iwi Ngāti Tūwharetoa (en) et Waikato Tainui). Elle est titulaire d'un master en politique sociale de l'université Massey (à Albany, dans l'aire urbaine d'Auckland).
Ancienne membre de l'équipe nationale de netball et de l'équipe de Nouvelle-Zélande féminine de rugby à XV, elle fait partie de l'équipe championne du monde lors de la Coupe du monde féminine de rugby à XV 1998.
Elle devient représentante de Manurewa au Parlement de Nouvelle-Zélande en 2008, remplaçant un collègue qui quitte ses fonctions, mais perd son siège lors des législatives la même année. En avril 2011, elle entre à nouveau au Parlement à la suite de la vacance d'un siège travailliste, puis est réélue lors des législatives en novembre.
Elle est ouvertement lesbienne et est l'auteur de l'amendement qui modifie la définition du mariage, adopté le 17 avril 2013 par le Parlement néo-zélandais, et ouvrant le droit au mariage aux couples de même sexe.